# Congregatie voor de Goddelijke Eredienst en de Regeling van de Sacramenten
De Congregatie voor de Goddelijke Eredienst en de Regeling van de Sacramenten (Congregatio de Cultu Divino et Disciplina Sacramentorum) was een congregatie van de Romeinse Curie.
Op 8 mei 1969 werd de Heilige congregatie voor de Goddelijke Eredienst ingesteld met de apostolische constitutie Sacra Rituum Congregatio. Met deze constitutie werd een reorganisatie doorgevoerd binnen de Curie. Paus Paulus VI vond de taken van de Heilige Congregatie voor de Riten te omvangrijk om in een enkele dicasterie te worden ondergebracht. Hij hief met deze constitutie derhalve deze congregatie op en riep tezelfdertijd twee nieuwe congregaties in het leven: de congregatie voor de Goddelijke Eredienst en de congregatie voor de Heilig- en Zaligsprekingsprocessen.
Op 1 augustus 1975 werd de congregatie voor de Sacramenten, die in 1908 was afgesplitst van de congregatie voor de Riten, opgeheven. Het aandachtsgebied van deze congregatie werd toegewezen aan de congregatie voor de Goddelijke Eredienst, die gelijktijdig hernoemd werd in Heilige congregatie voor Sacramenten en de Goddelijke Eredienst. 
In 1984 werd de sacramentscongregatie wederom afgesplitst; deze afsplitsing werd in 1988 weer ongedaan gemaakt. De naam van de congregatie werd hierbij aangepast en luidde sindsdien congregatie voor de Goddelijke Eredienst en de Regeling van de Sacramenten.
Bij de invoering van de apostolische constitutie Praedicate Evangelium op 5 juni 2022 werden alle congregaties opgeheven. Het taakgebied van de congregatie werd overgedragen aan de dicasterie voor de Goddelijke Eredienst en de Regeling van de Sacramenten.    
De congregatie was bevoegd voor alle vragen over de Goddelijke Eredienst, de liturgie en de sacramenten in de Kerk. Zij moest de geldige en geoorloofde toediening van de sacramenten bewaken. Zij was bovendien verantwoordelijk voor het bevorderen van degelijke liturgie, keurt de teksten goed die in de liturgie kunnen worden gebruikt en controleert de vertalingen. Maar ook het toekennen van de titel van basiliek aan een kerk kwam haar toe.
Kardinaal Danneels en Mgr. Karel Kasteel waren lid van deze congregatie.
Enige documenten van de congregatie:
- Instructie Musicam Sacram, 5 maart 1967
- Instructie Liturgiam Authenticam, over de juiste uitvoering van de Constitutie over de Liturgie van het Tweede Vaticaans Concilie, 28 maart 2001
- Instructie Redemptionis Sacramentum (Het Sacrament van de Verlossing), over de eucharistieviering, 25 maart 2004